# 池田憲章
池田 憲章（いけだ のりあき、1955年1月14日 - 2022年10月17日）は、日本の特撮研究家、映像評論家、フリーライター、編集者、プロデューサー。
日本推理作家協会会員、日本SF作家クラブ会員。名前の読みを「けんしょう」としている場合もある。

## 来歴
埼玉県所沢市出身。駒澤大学文学部卒業。大学在学中に、特撮ムック編集の先駆者であった竹内博が主催する日本最初期の怪獣映画を研究する同人集団『怪獣倶楽部』に参加、ライター・編集活動に入る。
得意とする執筆分野は主に特撮とアニメ。特撮、アニメ関係の専業ライターとしては1970年代より活動する草分け的存在。大学在学中よりプロのライターとして活動し、特撮、アニメ、海外ドラマの書籍の編集を行なう。ライターとしては、特撮雑誌『宇宙船』やアニメ雑誌『アニメージュ』『アニメック』、SF雑誌『スターログ』などに寄稿。『アニメック』で連載した「SFヒーロー列伝」は連載時点までの特撮ヒーローものにスポットを当て、ビデオが普及せずソフトも発売されていない時代にあって、放送されればそれっきりで忘れ去られてしまうテレビの特撮作品の再評価の機運を高めた。これにより1986年度の星雲賞ノンフィクション部門を受賞している。
1990年代には角川書店の契約プロデューサーとして、角川書店製作のアニメ作品で宣伝・製作プロデューサーを務めた。
1998年から2004年にかけて、スーパーチャンネル(現・スーパー!ドラマTV)の番組『海外TVシリーズ 検証ファイル』に出演し、特撮に限らず様々な海外ドラマの解説を行なった。また、『スタートレック まるごと24時間』といった番組にも出演し、ドラマの合間に詳細な解説を行なった。
2022年12月に、入院治療中の同年10月17日に死去したことが公表された。

## 著書

### 単著
- 『これが特撮SFXだ』広済堂出版(豆たぬきの本)1985年
- 『ゴジラ99の真実(ホント) 怪獣博士の白熱講座』徳間書店 2014年[9]

### 構成
- 『怪物くん全百科』小学館 コロタン文庫 1981年
- 『大戦隊ゴーグルファイブ全百科』小学館 コロタン文庫 1982年
- 『科学戦隊ダイナマン全百科』小学館 コロタン文庫 1983年
- 『パーマン全百科』小学館 コロタン文庫 1984年
- 『ゴジラ怪獣全百科』小学館 コロタン文庫 1985年
- 『ロマンアルバム・エクストラ 天空の城ラピュタ』徳間書店 1986年
- 『ロマンアルバム・エクストラ となりのトトロ』徳間書店 1988年

### 共著・編著
- 『大魔神全集』監修 大映 1966年
- 『アニメ大好き! ヤマトからガンダムへ』編 徳間書店 1982年
- 『名探偵ホームズ 6 ドーバーの白い崖』編 徳間書店 アニメージュ文庫)1984年
- 『名探偵ホームズ 「青い紅玉」の巻』編 徳間書店 アニメージュ文庫)1984年
- 『名探偵ホームズ 「海底の財宝」の巻』編 徳間書店 アニメージュ文庫)1984年
- 『機動戦士Ζガンダムhand book』1-2 徳木吉春共編 徳間書店 (アニメージュ文庫)1985年
- 『私の名はギャブレー 重戦機エルガイム』編 徳間書店(アニメージュ文庫)1985年
- 『ぼくたち13人 銀河漂流バイファム』編 徳間書店(アニメージュ文庫) 1986年
- 『四月怪談 小中和哉監督作品』編 徳間書店(アニメージュ文庫) 1988年
- 『ゴジラコミックの逆襲』共著,藤原武彦,堀川裕之編 JICC出版局(宝島コミックス)1992年
- 『サンダーバード写真集 すばらしきアンダーソンSFTVの世界 スーパーマリオネーション』共編著 朝日ソノラマ 1993年
- 『ウルトラマン対仮面ライダー メガヒーロー光と影の神話』高橋信之共編著 文芸春秋 1993年 のち文庫
- 『NHK連続人形劇のすべて 1953-2003』伊藤秀明共編著 アスキー 2003年
- 『サンダーバードアルバム』1-2　伊藤秀明共編著 朝日ソノラマ(ファンタスティックコレクションスペシャル) 2003年6月
- 『謎の円盤UFOアルバム』伊藤秀明共編著 朝日ソノラマ(ファンタスティックコレクションスペシャル) 2004年
- 『キャプテンスカーレット&ジョー90+ロンドン指令Xアルバム』伊藤秀明共編著 朝日ソノラマ(ファンタスティックコレクションスペシャル) 2005年
- 『スーパーマリオネーションスペシャル イッツ・サンダーバード・センチュリー』西田明夫企画・監修 伊藤秀明共編著 大日本絵画 2005年

「国立国会図書館」を参照

## 出演

### TV
- 『海外TVシリーズ 検証ファイル』（1998年 - 2004年、スーパーチャンネル） - タイトルは「検証」と「憲章」を掛けたもの。

### Webラジオ
- 『談話室オヤカタ』（2005年 - 2012年、ハラショー） - 大沼弘幸とのアニメや特撮等に関するトーク番組。アシスタントは巽理絵。
- 『池田憲章の30分一本勝負!』（2012年 - 2014年、ハラショー）

## 受賞
- 1986年度 第17回星雲賞ノンフィクション部門受賞 -『特撮ヒーロー列伝』（『アニメック』連載）

## 関連人物
- 大沼弘幸 - 大学時代に石ノ森ファンクラブで知り合った。池田と並ぶアニメライターの草分け。Webラジオ「談話室オヤカタ」にて池田とトークを行った。
- 堀越徹 - 大学時代に石ノ森ファンクラブで知り合った。その後、日本テレビの特撮・アニメ番組のプロデューサーとなった。